# فدریکو ویویانی (بازیکن فوتبال، زاده ۱۹۸۱)
فدریکو ویویانی (انگلیسی: Federico Viviani؛ زادهٔ ۱۹ اکتبر ۱۹۸۱) بازیکن فوتبال اهل ایتالیا است.
از باشگاه‌هایی که در آن بازی کرده‌است می‌توان به باشگاه فوتبال آلساندریا، باشگاه فوتبال ویرتوس لانچانو، باشگاه فوتبال کروتونه، باشگاه فوتبال پیزا، باشگاه فوتبال یووه استابیا، و باشگاه فوتبال اتلتیکو آرتزو اشاره کرد.